# 黑棘鮫科

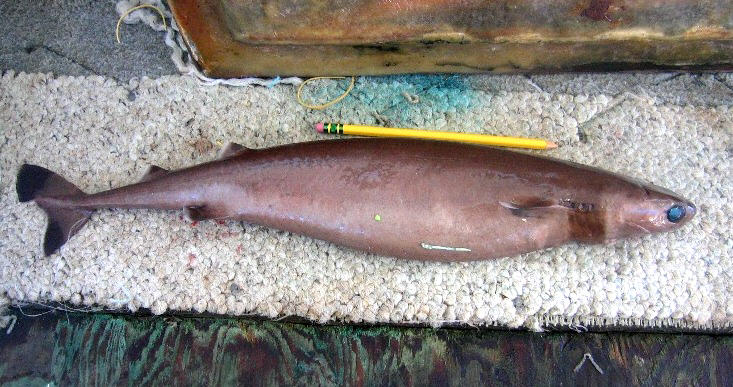

黑棘鮫科（學名：Dalatiidae）又名鎧鯊科，是板鰓亞綱角鯊目的其中一科。

## 分類
黑棘鮫科下分8個屬，如下：
- 鎧鯊屬 Dalatias Rafinesque, 1810
- 擬小鰭鯊屬 Euprotomicroides Hulley & M. J. Penrith, 1966
- 小鰭鯊屬 Euprotomicrus T. N. Gill, 1865
- 似異鱗角鯊屬 Heteroscymnoides Fowler, 1934
- 達摩鯊屬 Isistius T. N. Gill, 1865
- 軟鱗鎧鯊屬 Mollisguama Dolganov, 1984
- 擬角鯊屬 Squaliolus H. M. Smith & Radcliffe, 1912
- †Eosqualiolus Adnet, 2006

- 鎧鯊科屬檢索

```
 1A.第一背鰭具鰭棘................
擬角鯊屬

 1B.不具鰭棘...........................2
```

```
 2A.胸鰭後上方具一個"口袋"......
軟鱗鎧鯊屬

 2B.胸鰭後上方不具"口袋"...............3
```

```
 3A.第二背鰭長至少為第一背鰭長的兩倍......
小鰭鯊屬

 3B.第二背鰭長度短於第一背鰭長的兩倍......4
```

```
 4A.吻部較長，第一背鰭起點位於胸鰭基部的上方..........
似異鱗角鯊屬

 4B.吻部較短，第一背鰭位於胸鰭之後........5
```

```
 5A.第一背鰭末端位於腹鰭基部的上方.....
達摩鯊屬

 5B.第一背鰭末端位於腹鰭前方..............6
```

```
 6A.第二背鰭起點位於腹鰭起點之前.......
擬小鰭鯊屬

 6B.第二背鰭起點位於腹鰭起點之後....
鎧鯊屬
```